# Tannadice Park
Tannadice Park stadion piłkarski, położony w szkockim mieście Dundee. Oddany został do użytku w 1879 roku. Od tego czasu swoje mecze na tym obiekcie rozgrywa zespół Dundee United. Po przebudowie obiektu w 1992–1997 roku, jego pojemność wynosi 14 209 miejsc (wszystkie siedzące). Rekordową frekwencję, wynoszącą 28 000 osób, odnotowano 16 listopada 1966 podczas meczu Puchar Miast Targowych pomiędzy Dundee Utd a FC Barceloną.

## Ciekawostka
Stadion Dundee United i obiekt lokalnego rywala Dundee FC – Dens Park, to prawdopodobnie dwa najbliżej siebie położone stadiony piłkarskie na świecie.
- Zdjęcie w Google Maps